# Wappenmünze
Unter einer Wappenmünze  versteht der Numismatiker eine Münze, die auf einer Seite das Zeichen des Herausgebers oder des Herrschers im Geltungsbereich in Form eines geprägten Wappens aufweisen. Gelegentlich werden nur Teile aus der Heraldik, wie gemeine Figuren oder Wappentiere dargestellt. Der Begriff ist ein Überbegriff in der Münzkunde. Beispiele sind die sogenannten Wappentaler, der Markuspfennig mit der Abbildung des Markuslöwen, der Liliengroschen und die Liliengulden. Letzterer zeigt die Florentiner Lilie.